# Clàudia Galicia Cotrina
Clàudia Galicia Cotrina (Torelló, 17 d'abril de 1986) és una esportista catalana que competeix en ciclisme de muntanya i esquí de muntanya. A nivell professional és una arquitecta tècnica.
En esquí, s'ha proclamat campiona del món en sprint i subcampiona en equips.
Dels seus resultats en ciclisme destaquen dos víctòries a la Titan Desert o el subcampionat d'Europa en Camp a través en marató.

## Palmarès en esquí
- 2014
  - 3a al Campionat d'Europa de cursa vertical"
  - 1a al Campionat d'Espanya en Quilòmetre vertical
- 2015
  - 3a al Campionat del món en relleus"
  - 1a al Campionat d'Espanya en velocitat
- 2016
  - 2a a la Copa del món"
  - 3a al Campionat d'Europa"
- 2017
  - 1a al Campionat del món en velocitat
  - 2a al Campionat del món per equips"
  - 1a al Campionat d'Espanya en velocitat

## Palmarès en ciclisme
- 2013
  - 1a a la Titan Desert
- 2014
  - 1a a la Titan Desert
  - 1a a la Andalucia Bike Race
  - 1a a La Rioja Bike Race
- 2015
  - 1a a La Rioja Bike Race
- 2016
  - 1a a La Rioja Bike Race
  - 1a a La Tramun
  - 1a a la Copa Catalana
- 2017
  - 2a al Campionat d'Europa en Camp a través en marató
  - 1a a La Rioja Bike Race
  - 1a a la Volcat
  - 1a a la Copa Catalana
- 2020
  - 1a a la Titan Desert